# Lijst van voetbalinterlands Iran - Qatar
Deze lijst van voetbalinterlands geeft een overzicht van alle officiële voetbalinterlands tussen de nationale teams van Iran en Qatar. De landen hebben tot op heden 27 keer tegen elkaar gespeeld, te beginnen met een wedstrijd in de groepsfase van de Azië Cup 1988 in Doha op 2 december 1988. Het laatste duel, een kwalificatiewedstrijd voor het Wereldkampioenschap voetbal 2026, vond plaats op 5 juni 2025 in de Qatarese hoofdstad.

## Wedstrijden
| №  | Plaats  | Datum             | Competitie           | Wedstrijd    | Uitslag |
| -- | ------- | ----------------- | -------------------- | ------------ | ------- |
| 1  | Doha    | 2 december 1988   | Azië Cup 1988        | Iran − Qatar | 2 − 0   |
| 2  | Tabriz  | 17 mei 1996       | Vriendschappelijk    | Iran − Qatar | 2 − 0   |
| 3  | Doha    | 1 juni 1996       | Vriendschappelijk    | Qatar − Iran | 0 − 1   |
| 4  | Teheran | 3 oktober 1997    | WK 1998 kwalificatie | Iran − Qatar | 3 − 0   |
| 5  | Doha    | 7 november 1997   | WK 1998 kwalificatie | Qatar − Iran | 2 − 0   |
| 6  | Doha    | 27 september 2000 | Vriendschappelijk    | Qatar − Iran | 1 − 2   |
| 7  | Doha    | 1 augustus 2001   | Vriendschappelijk    | Qatar − Iran | 2 − 1   |
| 8  | Teheran | 18 februari 2004  | WK 2006 kwalificatie | Iran − Qatar | 3 − 1   |
| 9  | Doha    | 13 oktober 2004   | WK 2006 kwalificatie | Qatar − Iran | 2 − 3   |
| 10 | Doha    | 24 maart 2007     | Vriendschappelijk    | Qatar − Iran | 0 − 1   |
| 11 | Doha    | 10 januari 2008   | Vriendschappelijk    | Qatar − Iran | 0 − 0   |
| 12 | Teheran | 11 augustus 2008  | West-Azië Cup 2008   | Iran − Qatar | 6 − 1   |
| 13 | Doha    | 9 november 2008   | Vriendschappelijk    | Qatar − Iran | 0 − 1   |
| 14 | Doha    | 28 december 2009  | Vriendschappelijk    | Qatar − Iran | 3 − 2   |
| 15 | Doha    | 28 december 2010  | Vriendschappelijk    | Qatar − Iran | 0 − 0   |
| 16 | Doha    | 6 september 2011  | WK 2014 kwalificatie | Qatar − Iran | 1 − 1   |
| 17 | Teheran | 29 februari 2012  | WK 2014 kwalificatie | Iran − Qatar | 2 − 2   |
| 18 | Teheran | 12 juni 2012      | WK 2014 kwalificatie | Iran − Qatar | 0 − 0   |
| 19 | Doha    | 4 juni 2013       | WK 2014 kwalificatie | Qatar − Iran | 0 − 1   |
| 20 | Sydney  | 15 januari 2015   | Azië Cup 2015        | Qatar − Iran | 0 − 1   |
| 21 | Teheran | 1 september 2016  | WK 2018 kwalificatie | Iran − Qatar | 2 − 0   |
| 22 | Doha    | 23 maart 2017     | WK 2018 kwalificatie | Qatar − Iran | 0 − 1   |
| 23 | Doha    | 31 december 2018  | Vriendschappelijk    | Qatar − Iran | 1 − 2   |
| 24 | Amman   | 17 oktober 2023   | Vriendschappelijk    | Qatar − Iran | 0 − 4   |
| 25 | Doha    | 7 februari 2024   | Azië Cup 2023        | Iran − Qatar | 2 − 3   |
| 26 | Dubai   | 15 oktober 2024   | WK 2026 kwalificatie | Iran − Qatar | 4 − 1   |
| 27 | Doha    | 5 juni 2025       | WK 2026 kwalificatie | Qatar − Iran | 1 − 0   |

## Samenvatting
| Competitie        | Totaal gespeeld | Winst Iran | Gelijk | Winst Qatar | Doelsaldo Iran – Qatar |
| ----------------- | --------------- | ---------- | ------ | ----------- | ---------------------- |
| WK-kwalificatie   | 12              | 7          | 3      | 2           | 20 – 10                |
| Azië Cup          | 3               | 2          | 0      | 1           | 5 – 3                  |
| West-Azië Cup     | 1               | 1          | 0      | 0           | 6 − 1                  |
| Vriendschappelijk | 11              | 7          | 2      | 2           | 16 – 7                 |
| Totaal            | 27              | 17         | 5      | 5           | 47 – 21                |

## Details

### Dertiende ontmoeting
| Vriendschappelijk (Doha, Qatar, 9 november 2008): |       |                       |
| Qatar                                             | 0 – 1 | Iran                  |
|                                                   | goals | 73' Gholamreza Rezaei |

FFIRI · 
A-internationals · 
Selecties · Bondscoaches · 
Statistieken · 
Iraans vrouwenelftal · 
Iran U21 · 
Iran U20 · 
Iran U19 · 
Iran U18 · 
Iran U17
1940 – 1969 · 
1970 – 1979 · 
1980 – 1989 · 
1990 – 1999 · 
2000 – 2009 · 
2010 – 2019 ·
2020 − 2029
Asian Cup 1960 · 
Asian Cup 1968 · 
Asian Cup 1972 · 
Asian Cup 1976 · 
Asian Cup 1980 · 
Asian Cup 1984 · 
Asian Cup 1988 · 
Asian Cup 1992 · 
Asian Cup 1996 · 
Asian Cup 2000 · 
Asian Cup 2004 · 
Asian Cup 2007 · 
Asian Cup 2011
WK 1978 · 
WK 1998 · 
WK 2006 · 
WK 2014 · 
WK 2018
OS 1964 · 
OS 1972 · 
OS 1976
1941 · 
1942–1946 · 
1947 · 
1948 · 
1949 · 
1950 · 
1951 · 
1952 · 
1953–1957 · 
1958 · 
1959 · 
1960–1961 · 
1962 · 
1963 · 
1964 · 
1965 · 
1966 · 
1967 · 
1968 · 
1969 · 
1970 · 
1971 · 
1972 · 
1973 · 
1974 · 
1975 · 
1976 · 
1977 · 
1978 · 
1979 · 
1980 · 
1981 · 
1982 · 
1983 · 
1984 · 
1985 · 
1986 · 
1987 · 
1988 · 
1989 · 
1990 · 
1991 · 
1992 · 
1993 · 
1994 · 
1995 · 
1996 · 
1997 · 
1998 · 
1999 · 
2000 · 
2001 · 
2002 · 
2003 · 
2004 · 
2005 · 
2006 · 
2007 · 
2008 · 
2009 · 
2010 · 
2011 · 
2012 ·
2013 ·
2014 ·
2015 ·
2016 ·
2017 ·
2018 ·
2019 ·
2020 ·
2021 ·
2022 ·
2023 ·
2024
Afghanistan ·
Albanië ·
Algerije ·
Angola ·
Argentinië ·
Armenië ·
Australië ·
Azerbeidzjan ·
Bahrein ·
Bangladesh ·
Bolivia ·
Bosnië en Herzegovina ·
Botswana ·
Brazilië ·
Bulgarije ·
Burkina Faso ·
Cambodja ·
Canada ·
Chili ·
China ·
Costa Rica ·
Cyprus ·
Denemarken ·
Duitsland ·
Ecuador ·
Egypte ·
Engeland ·
Filipijnen ·
Frankrijk ·
Georgië ·
Ghana ·
Guam ·
Guatemala ·
Guinee ·
Hongarije ·
Hongkong ·
Ierland ·
IJsland ·
India ·
Indonesië ·
Irak ·
Israël ·
Jamaica ·
Japan ·
Jemen ·
Joegoslavië ·
Jordanië ·
Kameroen ·
Kazachstan ·
Kenia ·
Kirgizië ·
Koeweit ·
Kroatië ·
Laos ·
Libanon ·
Libië ·
Litouwen ·
Madagaskar ·
Malediven ·
Maleisië ·
Mali ·
Marokko ·
Mexico ·
Montenegro ·
Mozambique ·
Myanmar ·
Nederland ·
Nepal ·
Nicaragua ·
Nieuw-Zeeland ·
Nigeria ·
Noord-Korea ·
Noord-Macedonië ·
Oeganda ·
Oekraïne ·
Oezbekistan ·
Oman ·
Oostenrijk ·
Pakistan ·
Palestina ·
Panama ·
Papoea-Nieuw-Guinea ·
Paraguay ·
Peru ·
Polen ·
Portugal ·
Qatar ·
Roemenië ·
Rusland ·
Saoedi-Arabië ·
Schotland ·
Senegal ·
Sierra Leone ·
Singapore ·
Slowakije ·
Sovjet-Unie ·
Spanje ·
Sri Lanka ·
Syrië ·
Tadzjikistan ·
Taiwan ·
Thailand ·
Togo ·
Trinidad en Tobago ·
Tsjecho-Slowakije ·
Tunesië ·
Turkije ·
Turkmenistan ·
Uruguay ·
Venezuela ·
Verenigde Arabische Emiraten ·
Verenigde Staten ·
Vietnam ·
Wales ·
Wit-Rusland ·
Zambia ·
Zuid-Jemen ·
Zuid-Korea ·
Zweden
Angola (2006) ·
Argentinië (2014) ·
Bosnië en Herzegovina (2014) ·
Marokko (2018) ·
Mexico (2006) ·
Nigeria (2014) ·
Portugal (2006) ·
Portugal (2018) ·
Spanje (2018)
QFA · A-internationals · Bondscoaches · Statistieken · Qatarees vrouwenelftal · Qatar U21 · Qatar U20 · Qatar U19 · Qatar U18 · Qatar U17
1970 – 1979 ·
1980 – 1989 ·
1990 – 1999 ·
2000 – 2009 ·
2010 – 2019 ·
2020 − 2029
OS 1984 · 
OS 1992
1970 · 
1971 · 
1972 · 
1973 · 
1974 · 
1975 · 
1976 · 
1977 · 
1978 · 
1979 · 
1980 · 
1981 · 
1982 · 
1983 · 
1984 · 
1985 · 
1986 · 
1987 · 
1988 · 
1989 · 
1990 · 
1991 · 
1992 · 
1993 · 
1994 · 
1995 · 
1996 · 
1997 · 
1998 · 
1999 · 
2000 · 
2001 · 
2002 · 
2003 · 
2004 · 
2005 · 
2006 · 
2007 · 
2008 · 
2009 · 
2010 · 
2011 · 
2012 · 
2013 · 
2014 ·
2015 ·
2016 ·
2017 ·
2018 ·
2019 ·
2020 ·
2021 ·
2022 ·
2023 ·
2024
Afghanistan ·
Albanië ·
Algerije ·
Andorra ·
Argentinië ·
Australië ·
Azerbeidzjan ·
Bahrein ·
Bangladesh ·
België ·
Bhutan ·
Bosnië en Herzegovina ·
Brazilië .
Bulgarije ·
Burkina Faso ·
Cambodja ·
Canada ·
Chili ·
China ·
Colombia ·
Congo-Kinshasa ·
Costa Rica ·
Curaçao ·
Ecuador ·
Egypte ·
El Salvador ·
Estland ·
Filipijnen ·
Finland ·
Georgië ·
Ghana ·
Grenada ·
Griekenland ·
Guatemala ·
Haïti ·
Honduras ·
Hongarije ·
Hongkong ·
Ierland ·
IJsland ·
India ·
Indonesië ·
Irak ·
Iran ·
Ivoorkust ·
Jamaica ·
Japan ·
Jemen ·
Jordanië ·
Kazachstan ·
Kenia ·
Kirgizië ·
Koeweit ·
Kroatië ·
Laos ·
Letland ·
Libanon ·
Libië ·
Liechtenstein ·
Luxemburg ·
Malediven ·
Maleisië ·
Mali ·
Malta ·
Marokko ·
Mauritius ·
Mexico ·
Moldavië ·
Myanmar ·
Nederland ·
Nieuw-Zeeland ·
Noord-Ierland ·
Noord-Korea ·
Noord-Macedonië ·
Noorwegen ·
Oezbekistan ·
Oman ·
Pakistan ·
Palestina ·
Panama ·
Paraguay ·
Peru ·
Portugal ·
Rusland ·
Saoedi-Arabië ·
Schotland ·
Senegal ·
Servië ·
Singapore ·
Slovenië ·
Soedan ·
Sri Lanka ·
Syrië ·
Tadzjikistan ·
Thailand ·
Tsjechië ·
Tunesië ·
Turkije · 
Turkmenistan ·
Verenigde Arabische Emiraten ·
Verenigde Staten ·
Vietnam ·
Wales ·
Zimbabwe ·
Zuid-Korea ·
Zweden ·
Zwitserland
Ecuador (2022) ·
Nederland (2022)